# Мулаж
Мулаж (от френски: moulage, в превод „отливане, моделиране“) са набор от техники за създаване на правдоподобни модели на човешкото тяло в норма и патология, които се използват в обучението на студенти по анатомия, здравни грижи, спешна помощ и друг медицински (а също и военен) персонал. Мулажи се наричат и резултатите от това изкуство: моделиран манекен в цял ръст или торс и глава, или модел само на една част от тялото, например крайник или орган.
Някои мулажи моделират здравото човешко тяло и по тях може да се изучава анатомия; други – определено заболяване или рана, които обучаемите трябва да се научат да третират преди да пристъпят към клинична практика. Типичен пример е мулаж на ръка, по който обучаващите се медицински работници се учат да вземат кръв, да поставят инжекция, абокат и инфузионна система и т.н.
Мулажът използва основни материали като гума, латекс, силикон, а за имитиране на рани – релефни лепенки, желатин, театрален грим, театрална кръв и други съставки, придаващи реализъм на учебната симулация.
Практиката да се ползват мулажи датира най-късно от времето на Ренесанса, когато за целта са използвани восъчни манекени. През XIX век мулажите вече представляват тримерни, реалистични представяния на поразени от заболявания части от човешкото тяло, снемани от истински болнични пациенти за образователни цели. Мулажи от това време се съдържат в колекциите на много европейски медицински музеи, като например колекцията „Шпицнер“ в Брюксел, Музея към университетската болница „Шарит̀е“ в Берлин и Музея на патологията към болница „Гай“ в Лондон, и други.
- Мулаж на ръка с прикрепена към нея система
- Мулаж на манекен в цял ръст
- Мулаж на рана от сифилис
- Учение на военни лекари върху мулаж